# Cotula chamaemelifolia
Cotula chamaemelifolia là một loài thực vật có hoa trong họ Cúc. Loài này được Ehrenb. ex K.Koch mô tả khoa học đầu tiên năm 1843.